# Martini & Rossi

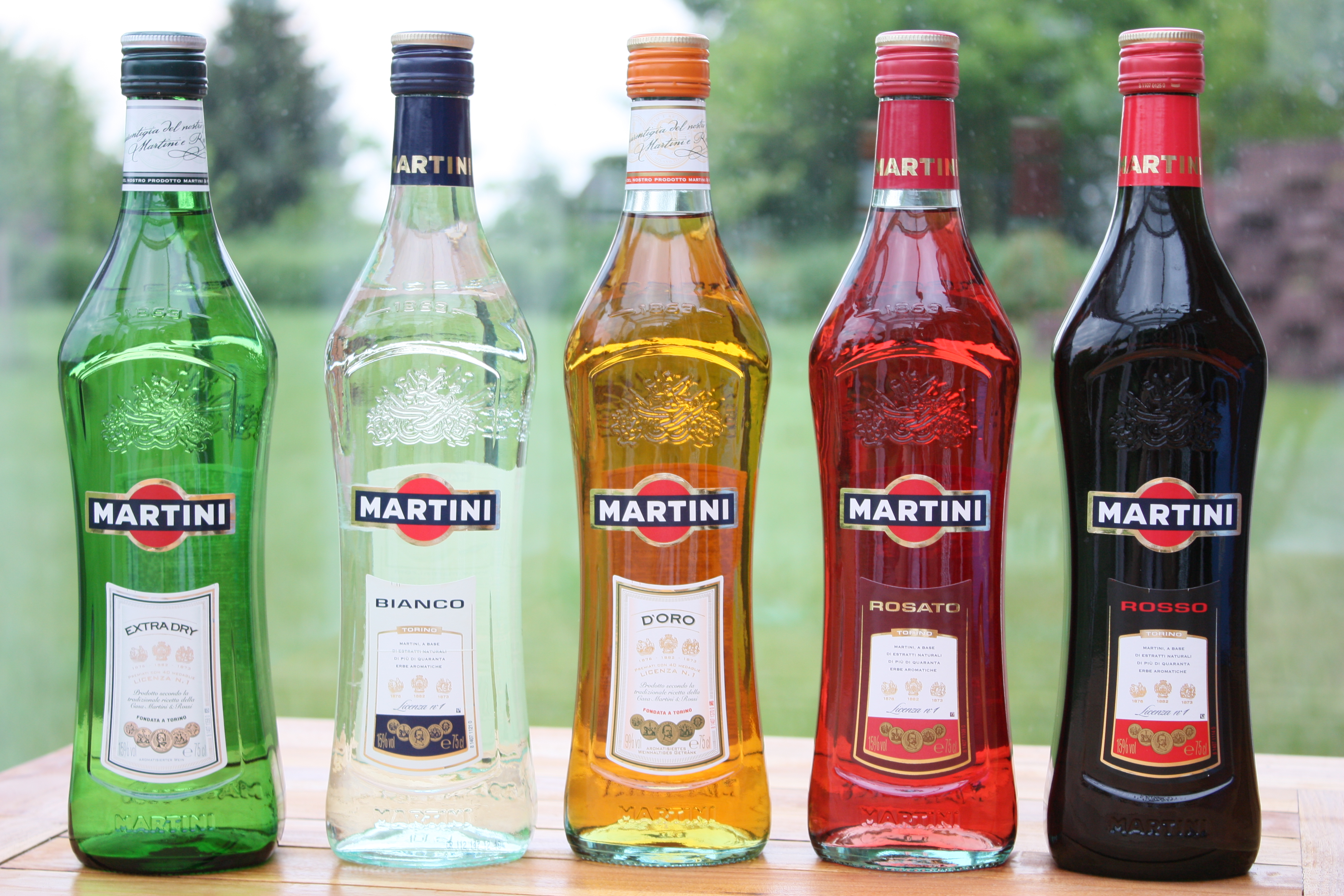
Garrafas de bebida da Martini & Rossi.

Martini & Rossi é uma empresa multinacional italiana de bebidas alcoólicas.